# José Tavares
José Fernando Gomes Tavares (Vila Nova de Gaia, Portugal, 25 de abril de 1965), más 
conocido como José Tavares, es un exfutbolista portugués y se desempeñaba como centrocampista.

## Clubes
| Club                 | País     | Año         |
| -------------------- | -------- | ----------- |
| Oliveira Douro       | Portugal | 1985 - 1989 |
| FC Infesta           | Portugal | 1989 - 1990 |
| FC Porto             | Portugal | 1990 - 1991 |
| Boavista FC          | Portugal | 1991 - 1994 |
| SL Benfica           | Portugal | 1994 - 1995 |
| Boavista FC          | Portugal | 1995 - 1998 |
| União Leiria         | Portugal | 1998 - 1999 |
| FC Paços de Ferreira | Portugal | 1999 - 2000 |
| FC Infesta           | Portugal | 2000 - 2002 |